# Anthony Callea
Anthony Callea est un chanteur australien né le 13 décembre 1982 à Melbourne.

## Biographie

### Carrière
Il est découvert par le public lors de la saison 2 de l'émission Australian Idol où il est notamment remarqué pour son interprétation de The Prayer.
À sa sortie de l'émission, son premier album remporte un franc succès, notamment avec les chansons The Prayer et Rain.
Pour ce premier single, il est le devenu le chanteur qui a vendu le plus de CD en Australie de tous les temps[réf. nécessaire].
Il a depuis sorti un second album, participé à plusieurs comédies musicales et donné de nombreux concerts.
En 2016 il participe à la 2e saison de la célèbre émission I'm a Celebrity… Get Me Out of Here! en Australie.
En 2021 il participe à la 5e saison de The Celebrity Apprentice (Australie).

### Vie privée
Lors d'une émission de radio, un animateur révèle par erreur avoir aperçu Anthony Callea avec son petit copain. Jusqu'à ce moment-là, il se disait être hétérosexuel. Cet événement fut très marquant pour l'Australie[réf. nécessaire].
En novembre 2014, il se marie en Nouvelle-Zélande avec l'acteur Tim Campbell avec qui il entretient une relation depuis 2008.